# Maxim Jewgenjewitsch Jakuzenja
Maxim Jewgenjewitsch Jakuzenja (russisch Максим Евгеньевич Якуценя; * 14. Februar 1981 in Serow, Russische SFSR) ist ein russischer Eishockeyspieler, der zuletzt beim HK Traktor Tscheljabinsk in der Kontinentalen Hockey-Liga unter Vertrag stand.

## Karriere
Maxim Jakuzenja begann seine Karriere bei Metallurg Serow, für das er zwischen 1998 und 2001 in der zweitklassigen Wysschaja Liga spielte. Während der Spielzeit 2001/02 debütierte er für den HK Metschel Tscheljabinsk in der Superliga. Die Saison 2003/04 begann er bei Salawat Julajew Ufa und wechselte während dieser zum HK ZSKA Moskau, wo er bis 2006 spielte. Anschließend wurde er von Metallurg Nowokusnezk verpflichtet und ging im Laufe der Spielzeit 2006/07 zum HK Awangard Omsk. Zwischen 2009 und 2011 stand er bei Neftechimik Nischnekamsk auf dem Eis.
Im Mai 2011 unterschrieb er einen Vertrag über zwei Jahre beim HK Traktor Tscheljabinsk. Nach Ablauf dieses Vertrages wechselte er zum HK Donbass Donezk, für den er in 66 KHL-Partien 39 Scorerpunkte sammelte. Zudem wurde er während der Saison 2013/14 mit dem KHL Iron Man Award ausgezeichnet, der den Spieler mit den meisten KHL-Einsätzen der drei vergangenen Jahre ehrt. Im Frühsommer 2014 zog sich Donbass vom Spielbetrieb zurück und Jakuzenja wurde daraufhin im Juli 2014 vom HK Metallurg Magnitogorsk verpflichtet.

## Erfolge und Auszeichnungen
- 2014 KHL Iron Man Award

## Karrierestatistik
(Legende zur Spielerstatistik: Sp oder GP = absolvierte Spiele; T oder G = erzielte Tore; V oder A = erzielte Assists; Pkt oder Pts = erzielte Scorerpunkte; SM oder PIM = erhaltene Strafminuten; +/− = Plus/Minus-Bilanz; PP = erzielte Überzahltore; SH = erzielte Unterzahltore; GW = erzielte Siegtore; 1 Play-downs/Relegation; Kursiv: Statistik nicht vollständig)